# Kościół Matki Bożej Nieustającej Pomocy w Kuźnicy Ligockiej
Kościół pod wezwaniem Matki Bożej Nieustającej Pomocy w Kuźnicy Ligockiej – kościół filialny należący do parafii pod wezwaniem Trójcy Świętej w Korfantowie, w Dekanacie Niemodlin. Świątynia w Kuźnicy Ligockiej powstała w 1968 roku, poprzez rozbudowę istniejącej w tej miejscowości od 1886 roku kaplicy.

## Historia
W latach 60. XX wieku wielokrotne prośby proboszcza korfantowskiej parafii ks. Alojzego Jurczyka oraz mieszkańców, o zgodę na budowę nowej świątyni pozostawały przez wiele lat bez echa. Zmęczeni tymi staraniami mieszkańcy Ligoty postanowili wziąć sprawy w swoje ręce. W 1968 roku, w krótkim czasie, pracując w tajemnicy przed postronnymi, nocami, rozbudowali starą kaplicę, tworząc niewielki nowy kościół, który zaczął służyć parafianom jako kościół filialny. Niedługo potem ktoś doniósł o tym spontanicznym, niekontrolowanym przez władzę czynie społecznym. Szczęśliwie jednak nie nakazano rozbiórki świątyni. Konsekwencją samowoli budowlanej był sądowy proces i wysoka na owe czasy kara pieniężna w kwocie 5 tys. złotych, nałożona na proboszcza parafii. Pamiątką tamtych wydarzeń jest owalna tabliczka z datami 1886 i 1968 umieszczona na frontowej ścianie kościółka.